# プーンサワット・クラティンデーンジム
プーンサワット・クラティンデーンジム（泰: พูนสวัสดิ์ กระทิงแดงยิม、英: Poonsawat Kratingdaenggym、1980年11月20日 - ）は、タイの元男子プロボクサー。元WBA世界バンタム級暫定王者。元WBA世界スーパーバンタム級レギュラー王者。世界2階級制覇王者。

## 来歴
2001年6月15日、プロデビュー。
2001年10月12日、タイ・バンコクで行われたPABAバンタム級暫定王座決定戦でリー・エスコビド（フィリピン）と対戦し、3-0の判定勝ちを収め、王座を獲得した。
2011年12月12日、タイ・チエンマイ県でアレックス・エスカネル（フィリピン）と対戦し、3回KO勝ちを収め、初防衛に成功した。
2002年2月13日、バンコクでペドリト・ローレンテ（フィリピン）と対戦し、4回TKO勝ちを収め2度目の防衛に成功した。
2002年2月、サオヒン・シリタイコンドーの王座返上に伴い空位となっていた正規王座に認定されPABAバンタム級正規王者となった。
2003年8月29日、WBAフェデラテンバンタム級王者モイゼス・カストロ（ニカラグア）と、コーンケン県で対戦し、9回KO勝ちを収め、PABA王座の10度目の防衛に成功、WBAフェデラテン王座の獲得に成功した。
2004年4月、WBAフェデラテンバンタム級王座を返上。
2005年5月24日、ホエル・バウヤ（フィリピン）と対戦し、PABA王座17度目の防衛に成功した。
2005年8月31日、WBA世界バンタム級暫定王座決定戦でリカルド・コルドバ（パナマ）と対戦し、2-1（116-113、111-118、116-114）の判定勝ちで無敗のまま世界王座を獲得した。無敗決戦に敗れたコルドバに初黒星をつけた。
2005年12月22日、レオ・ガメス（ベネズエラ）と対戦し、3-0（120-109、2者が119-110）の判定勝ちで初防衛に成功。ガメスの5階級制覇を阻止した。この試合でガメスは引退することになった。
2006年7月15日、カラー・ライン・アレーナでWBA世界バンタム級正規王者ウラジミール・シドレンコ（ウクライナ）と団体内王座統一戦で対戦し、プロ初黒星となる0-3（108-120、112-116、113-115）の判定負けを喫し団体内王座統一に失敗、暫定王座から陥落した。
2006年9月8日、ジョナタン・バアトとPABAスーパーバンタム級王座決定戦で対戦し、2回2分5秒KO勝ちを収めPABA2階級制覇を果たすと共に再起に成功した。
2006年12月19日、元東洋太平洋ボクシング連盟（OPBF）東洋太平洋スーパーバンタム級王者でPABA同級暫定王者ペドリト・ローレンテ（フィリピン）との4年ぶりの再戦が王座統一戦となり、2回2分34秒KO勝ちを収め、王座の統一に成功、初防衛に成功した。
2008年3月31日、WBA世界スーパーバンタム級王座挑戦者決定戦でソムサック・シンチャチャワン（タイ）と対戦し、11回TKO勝ちで指名挑戦権を獲得した。
2009年4月30日、WBA世界スーパーバンタム級暫定王座決定戦でラファエル・エルナンデス（ベネズエラ）と対戦し、9回TKO勝ちで暫定王座を獲得し、2階級制覇を達成した。
2009年9月26日、アイルランド・ダブリンのThe O2でWBA世界スーパーバンタム級レギュラー王者バーナード・ダン（アイルランド）と団体内王座統一戦で対戦し、3回2分57秒KO勝ちを収め、団体内王座統一を果たすと共に初防衛に成功した。
2010年1月11日、東京都江東区の東京ビッグサイトにて細野悟と対戦し、2-0（115-113、114-114、117-113）の判定勝ちを収め、2度目の防衛に成功した。
2010年5月20日、タイ・マハーサーラカーム県ボーラブー郡のボーラブー学校にて木村章司と対戦し、4回2分23秒KO勝ちを収め、3度目の防衛に成功した。
2010年10月2日、東京都文京区の後楽園ホールにて、WBA14位の李冽理と対戦し、0-3（110-118、113-115、114-115）の判定負けを喫し4度目の防衛に失敗、王座から陥落した。勝てばラスベガスに進出できるチャンスと同時にボブ・アラムのトップランクとは契約寸前だっただけに白紙になった。
2011年1月24日、タイ・サムットソンクラーム県のバーンカンテークでシムソン・ブタブタ（インドネシア）と対戦し、再起戦となる6回戦で判定勝ちを収め、再起に成功した。
2011年4月19日、タイ・バンコクのクルンテープ・トンブリ大学でエリック・バルセロナ（フィリピン）とPABAスーパーバンタム級スーパー王座決定戦を行い、6回にバルセロナの顎の負傷が試合続行不可能と判断され、3-0（58-55、59-54、59-54）の負傷判定勝ちで王座獲得に成功した。プーンサワットは2年ぶりのPABA王座での戴冠でスーパー王者となった。
2011年8月9日、タイ・チャイナート県サッパヤー郡ポーピタック村でモハメド・マトゥレ（エジプト）と対戦し、4回1分20秒TKO勝ちを収め、初防衛に成功した。
2012年3月5日、タイ・チエンマイ県の700年記念競技場でジロ・メルリン（フィリピン）と対戦し、9回1分49秒TKO勝ちを収め、2度目の防衛に成功した。
2012年6月5日、タイ・アユタヤ県のアユタヤパークでドンドン・ヒメネア（フィリピン）と対戦し、5回1分37秒KO勝ちを収め、3度目の防衛に成功した。
2012年9月18日、バンコクのクルンテープ・トンブリ大学でダニーロ・ペーニャ（フィリピン）と対戦し、3-0（115-113、117-111、115-113）の判定勝ちを収め、4度目の防衛に成功した。
2012年11月、PABAスーパーバンタム級スーパー王座を返上。
2012年12月13日、同月15日にアメリカ合衆国・テキサス州ヒューストンのトヨタセンターでWBA世界スーパーバンタム級王者ギレルモ・リゴンドウと対戦予定だったが、試合2日前の予備検診で行われた血液検査でHIVの陽性反応があった為、テキサス州コミッションがプーンサワットのライセンス発行を拒否し、自身のアメリカデビュー戦になる筈だった試合は中止になった。彼の妻のウアンカーン・ウドンナさんは「血液が逆流する病気と貧血症が影響し、検査でアウトになった。」と主張しHIV感染を否定、その主張通り彼が患っていたのはサラセミアという血液の病気で、HIVの陽性反応は誤報であったが、翌14日に引退を決意をした。年が明けて2013年を迎えて「プーンサワットはサラセミア（地中海貧血＝遺伝性の貧血症）を患っていた」とメディアによる訂正記事の掲載がなされた。タイからのニュースによれば、「サラセミアとの戦いの中でHIVの陽性反応が出て、リゴンドウ戦が中止になったことを機にプーンサワットが引退を表明した」とのこと。

## 獲得タイトル
- PABAバンタム級暫定王座（防衛2）
- 第6代PABAバンタム級王座（防衛15）
- WBAフェデラテンバンタム級王座（防衛3）
- WBA世界バンタム級暫定王座(防衛1）
- 第5代PABAスーパーバンタム級王座（防衛1）
- WBA世界スーパーバンタム級暫定王座（防衛1）
- WBA世界スーパーバンタム級レギュラー王座(防衛2）
- PABAスーパーバンタム級スーパー王座（防衛4）